# شاهدخت بریگیتا سوئد
پرنسس بیرگیتا سوئد (Birgitta Ingeborg Alice؛ ۱۹ ژانویهٔ ۱۹۳۷ – ۴ دسامبر ۲۰۲۴) خواهر بزرگ شاه کارل شانزدهم گوستاف بود.

## خانواده
او که در کاخ هاگا در استکهلم به دنیا آمد، دومین فرزند شاهزاده گوستاف آدولف، دوک وستربوتن و پرنسس سیبیلا از ساکس کوبورگ و گوتا، و نوه پادشاه گوستاف ششم آدولف است. خواهران او پرنسس مارگاریتا، خانم آمبلر، پرنسس دزیره، بارونس سیلفورشیولد و پرنسس کریستینا، خانم مگنوسون هستند. او پسر عموی اول ملکه مارگرت دوم دانمارک است در میان خواهرانش، او به تنهایی با مردی با مقام شاهزاده ازدواج کرد، و طبق این سنت که شاهزاده خانم‌هایی که با شاهزاده‌ها ازدواج می‌کنند، جایگاه سلطنتی خود را حفظ می‌کنند، پرنسس بیرگیتا سبک سوئدی خود را حفظ کرد، که رفتاری بالاتر از رفتار والاحضرت آرام بود. که شاهزادگان هوهنزولرن و همسرانشان از نظر تاریخی مستحق آن بودند.

## درگذشت
بریگیتا در ۴ دسامبر ۲۰۲۴، در سن ۸۷ سالگی در مایورکا، اسپانیا درگذشت.